# Nicht jetzt, Liebling
Nicht jetzt, Liebling (Originaltitel: Surrender) ist eine US-amerikanische Filmkomödie aus dem Jahr 1987. Regie führte Jerry Belson, der auch das Drehbuch schrieb.

## Handlung
Der zweimal geschiedene erfolgreiche Schriftsteller Sean Stein hat Bedenken, eine neue Beziehung einzugehen. Während einer Party lernt er die Malerin Daisy Morgan kennen, an die er von den die Veranstaltung überfallenden Terroristen gefesselt wird. Stein verliebt sich in die mittellose Morgan, der gegenüber er sich als weniger vermögend als in Wirklichkeit ausgibt.
Morgan gewinnt im Glücksspiel eine große Geldsumme. Am Ende ist sie mit Stein zusammen.

## Kritiken
Film-Dienst schrieb, der Film sei „eine temporeiche, gut gespielte Komödie um zwischenmenschliche Beziehungen und die Rolle des Geldes“, die jedoch einige Längen aufweise.
Die Zeitschrift Cinema bezeichnete den Film als eine „versuchte Screwball-Komödie mit mäßigem Schwung“.

## Hintergründe
Der Film startete in den Kinos der Vereinigten Staaten am 9. Oktober 1987. Er spielte dort ca. 5,7 Millionen US-Dollar ein.